# Patria potestas
L'istituto della patria potestà era proprio dei cittadini romani, come già si evince dalle Istituzioni di Gaio:
(Gaio 1.55)
Ciò si realizzava concretamente col fatto che i poteri e i privilegi derivati da tale istituto non erano esercitabili né acquisibili dai cittadini stranieri, nemmeno ottenendo la cittadinanza romana, a meno che non intervenisse un apposito provvedimento.

## Origine della patria potestas
È probabile che l'istituto della patria potestà derivi dalla tendenza del diritto antico alla conservazione dei patrimoni familiari; i patrimoni delle antiche gentes, che potremmo considerare una sorta di clan, costituivano la sopravvivenza dell'intero gruppo: era importante quindi che fossero sottoposti al controllo e all'autorevolezza di un solo elemento che ne evitasse l'eccessiva frammentazione. Questo aspetto, unito al carattere fortemente gerarchico dei rapporti familiari e alla tendenza androcentrica delle antiche civiltà mediterranee si riversano nell'istituto, i cui caratteri precisi si evincono dalle Istituzioni di Gaio.

## Caratteristiche dellapatriapotestas
La patria potestas era intesa come il potere, genericamente illimitato, che il pater familias esercitava sui membri della propria famiglia: essi non erano solamente i figli, ma anche tutti i discendenti in linea maschile; le discendenti femmine rimanevano nella potestà del pater fintantoché non si sposavano, entrando perciò nella famiglia, e quindi in potere, del pater della famiglia a cui apparteneva il marito; erano in potestà del pater anche le donne sposate attraverso un apposito rituale, tipico del diritto arcaico, la conventio in manu: tuttavia già dall'epoca repubblicana tale rito matrimoniale cominciò a passare in secondo piano, a favore di unioni che lasciassero alla donna una maggiore libertà patrimoniale, in linea con la mutata posizione femminile nella società romana (la quale comunque fu sempre sottoposta a limitazioni di vario tipo, anche dal punto di vista giuridico).
Anche gli schiavi erano sottoposti alla potestà del pater (la dominica potestas), in una condizione per alcuni aspetti simile a quella dei figli (sempre esaminando la questione dal punto di vista giuridico-patrimoniale).
Dal punto di vista giuridico la patria potestas infatti implicava che solo il pater familias potesse essere titolare di rapporti patrimoniali, quindi alienare o acquisire beni: in termini moderni, solo il pater era un soggetto di diritti (per quanto riguarda il profilo privatistico), possedendo solamente egli la capacità giuridica.
L'appartenenza alla famiglia, e quindi la posizione gerarchicamente inferiore al pater, comportava la piena sottomissione a questi, ma d'altra parte concedeva le aspettative successorie ed eventualmente i vantaggi dell'appartenenza ad un gruppo. I poteri del pater erano teoricamente illimitati e tuttavia moderati nel tempo da un controllo sociale e dai mutamenti dei rapporti endofamiliari, verso una concezione più umanista, incentrata attorno alla pietas.
In particolare, fu dall'epoca imperiale che i sovrani tesero ad avocare allo stato le misure più duramente repressive: Costantino oltre ad aver affermato che il diritto di vita e di morte (ius vitae ac necis) appartiene al passato, emanò una constitutio che equiparava l'uccisione del figlio al crimine del parricidio; è inoltre dello stesso periodo la condanna a morte per l'uccisione degli infanti, tranne che per i nati deformi.
Sempre nel Codice Teodosiano è possibile trovare un passo che riconduce il potere del pater ad un semplice diritto di correzione (ius corrigendi), che non può mai sfociare in punizione di particolare gravità, le quali richiedono l'intervento del giudice:
(C.Th. 9.14.1.Int)

## Inizio e termine della patria potestas
Il rapporto di potestà si origina qualora nascano figli da matrimonio legittimo, oppure ne vengano adottati secondo i metodi dello ius civile; nel tardo diritto inoltre si crea nel momento della legittimazione dei figli naturali.
La patria potestas non viene mai meno per il raggiungimento di una maggiore età, e dura fintantoché il pater familias non muore, fatto dal quale nasceranno tanti nuovi pater familias quanti sono i figli, che riceveranno in potestà i propri discendenti.
Il rapporto si estingue inoltre quando il pater o il filius perdono la libertà o la cittadinanza, quando il pater viene arrogato, o quando il filius viene dato in adozione, quando i figli vengono esposti o quando il padre è colpevole di crimini sessuali. Inoltre può estinguersi attraverso un atto volontario del padre, l'emancipatio; nel diritto classico si liberano dalla potestà coloro che diventano flàmini (sacerdoti di Giove) o le vestali, mentre nel diritto giustinianeo ce ne si libera raggiungendo una carica elevata (consolato, comando dell'esercito, ecc.).
La tendenza comunque nel diritto tardo è di liberare dalla potestà paterna, tramite l'emancipazione i figli al raggiungimento del venticinquesimo anno d'età o, addirittura, ad obbligare il padre in tal senso in particolari circostanze.

### Fonti antiche
- Codex Theodosianus
- Institutiones di Gaio